# Ducado de Sanlúcar la Mayor
El ducado de Sanlúcar la Mayor es un título nobiliario español que el rey Felipe IV de España creó, por decreto de 25 de enero de 1625, a favor de Gaspar de Guzmán y Pimentel, conde-duque de Olivares. El 30 de enero de 1632, el mismo rey concedió la Grandeza de España al primer titular. Su nombre se refiere al municipio andaluz de Sanlúcar la Mayor, en la provincia de Sevilla. Se trata del título que dio nombre a la Casa de Sanlúcar la Mayor.

## Duques de Sanlúcar la Mayor
|                                  | Titular                                                     | Periodo                          |
| Creación por Felipe IV de España | Creación por Felipe IV de España                            | Creación por Felipe IV de España |
| -------------------------------- | ----------------------------------------------------------- | -------------------------------- |
| I                                | Gaspar de Guzmán y Pimentel y Velasco de Tovar,             | 1625-1642                        |
| II                               | Enrique Felípez de Guzmán                                   | 1642-1646                        |
| III                              | Gaspar Felípez de Guzmán y Velasco                          | 1646-1648                        |
| IV                               | Diego Messía y Felípez de Guzmán                            | 1652-1655                        |
| V                                | Gaspar Messía Felípez de Guzmán Spínola                     | 1655-1666                        |
| VI                               | Diego Francisco Messia Felípez de Guzmán                    | 1667-1711                        |
| VII                              | Antonio Gaspar de Moscoso Osorio y Aragón                   | 1711-1725                        |
| VIII                             | Ventura Antonio Osorio de Moscoso y Guzmán                  | 1725-1734                        |
| IX                               | Ventura Osorio de Moscoso y Fernández de Córdoba            | 1734-1776                        |

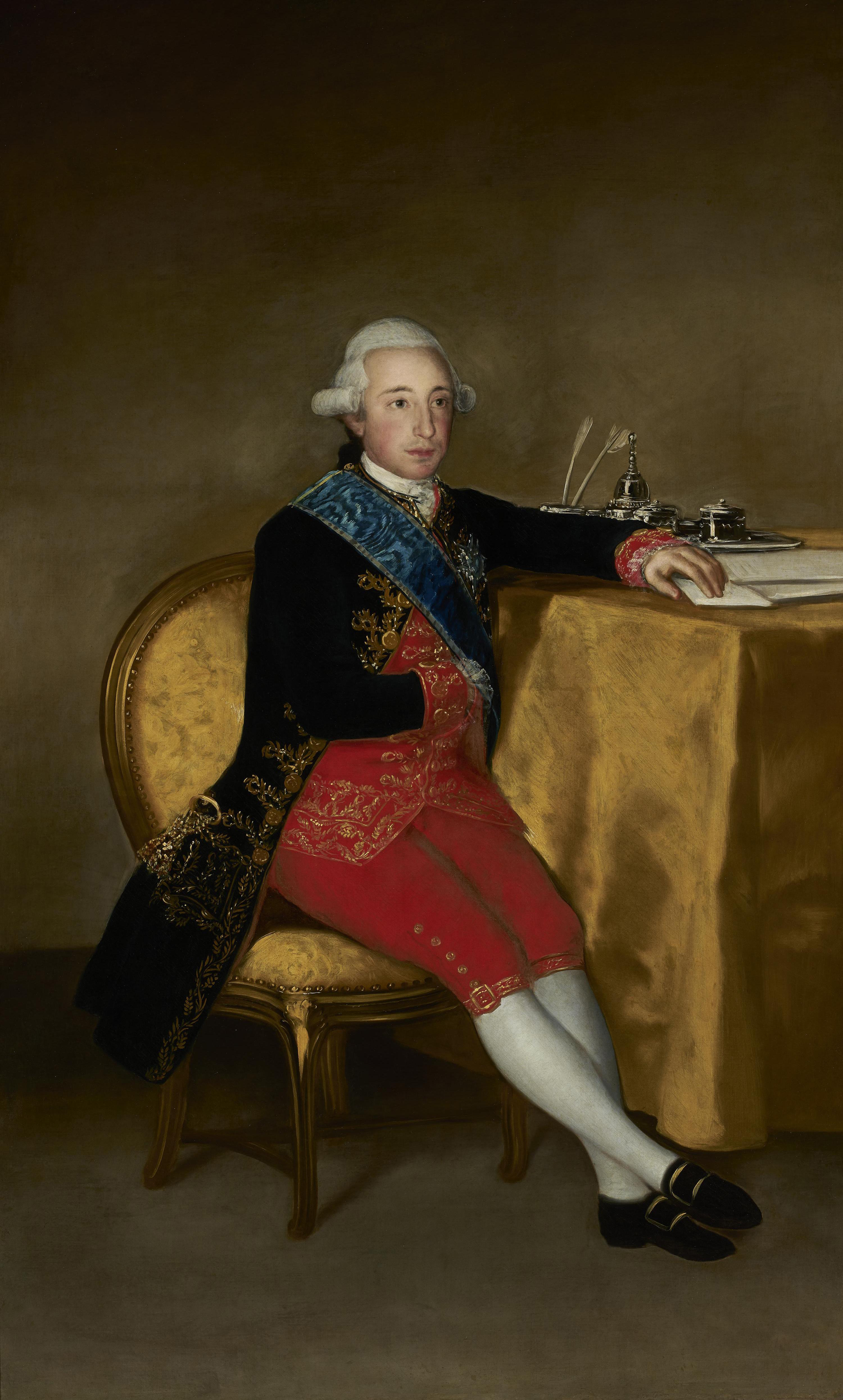
Vicente Joaquín Osorio de Moscoso por Francisco de Goya en 1787 (Colección del Banco de España)

| X                                | Vicente Joaquín Osorio de Moscoso y Guzmán                  | 1776-1816                        |

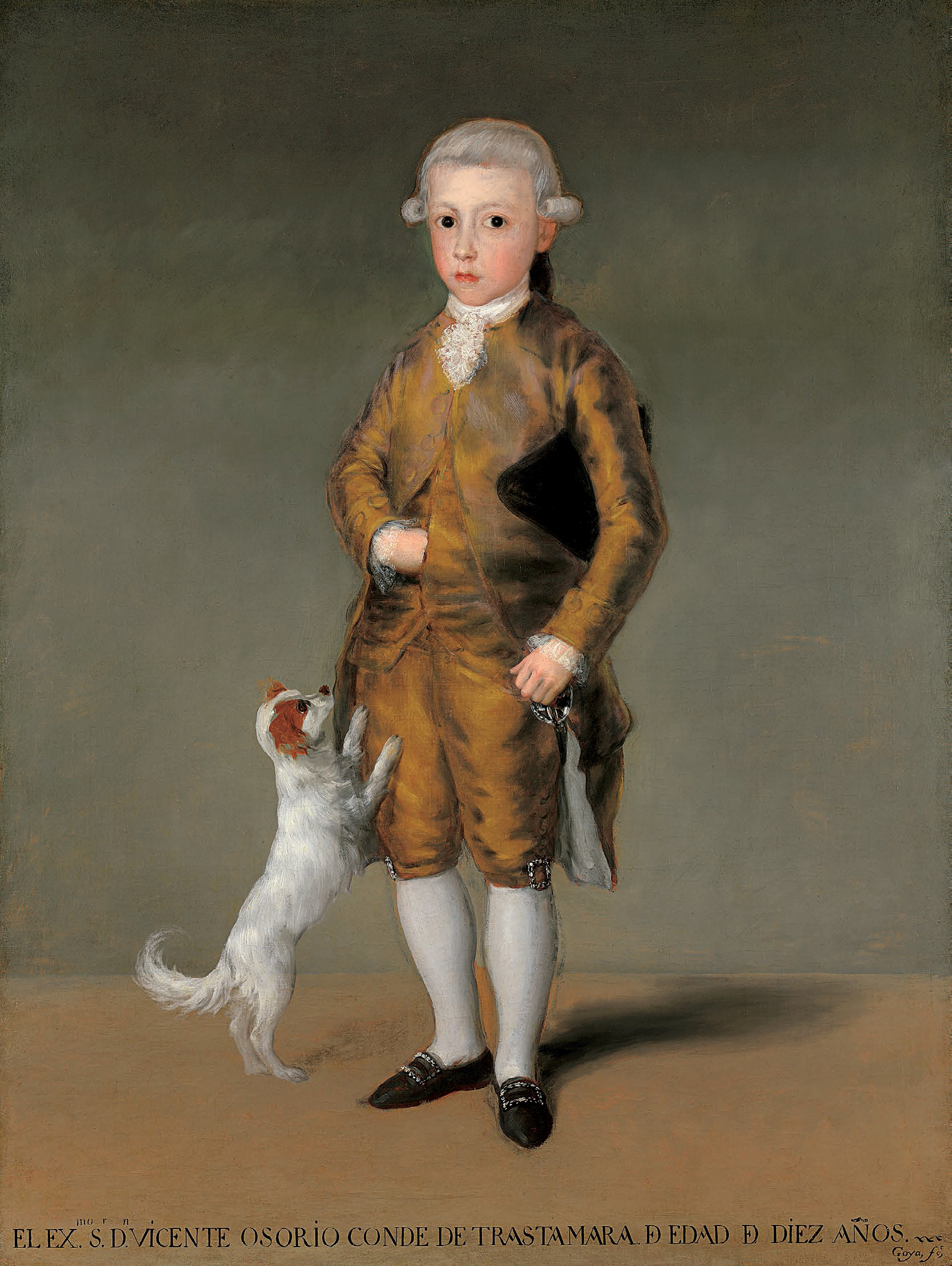
Vicente Isabel Osorio de Moscoso, conde de Trastámara de niño, por Francisco de Goya. Hacia 1786-1787.

| XI                               | Vicente Ferrer Isabel Osorio de Moscoso y Álvarez de Toledo | 1816-1837                        |
| XII                              | Vicente Pío Osorio de Moscoso y Ponce de León               | 1837-1848                        |
| XIII                             | María Cristina Osorio de Moscoso y Carvajal]                | 1849-1898                        |
| XIV                              | Luis María Ruiz de Arana y Osorio de Moscoso                | 1898-1903                        |
| XV                               | Luis María Ruiz de Arana y Martín de Oliva                  | 1903-1936                        |
| XVI                              | José María Ruiz de Arana y Baüer                            | 1943/1952-1985                   |
| XVII                             | José María Ruiz de Arana y Montalvo                         | 1990-2000                        |
| XVIII                            | María Cristina Ruiz de Arana y Marone-Cinzano               | 2000-Actual                      |

- Gaspar de Guzmán y Velasco de Tovar (Roma, 6 de enero de 1587-22 de julio de 1645), I duque de Sanlúcar la Mayor, III conde de Olivares, I duque de Medina de las Torres, I marqués de Eliche, I conde de Arzarcóllar, etc., ministro y valido de Felipe IV de Castilla.[3]

Casó con su prima Inés de Zúñiga y Velasco de quien tuvo una hija, María de Guzmán y Zúñiga, II duquesa de Medina de las Torres en 1628, por renuncia-cesión de su padre, y II marquesa de Eliche, casada en 1623 con Ramiro Núñez de Guzmán, II marqués de Toral y II duque de Medina de las Torres después de la defunción de su esposa, el 20 de octubre de 1644, «con autorización real a propuesta de su suegro».
Tuvo un hijo natural con Isabel de Anversa, legitimado por su padre en 1642, quien le sucedió en 1642 en el ducado de Sanlúcar la Mayor y en el condado de Arzarcóllar:
- Enrique Felípez de Guzmán (Madrid, 14 de abril de 1613-Loeches, 13 de junio de 1646),[8] II duque de Sanlúcar la Mayor, grande de España,[9] I marqués de Mairena,[3] II conde de Arzarcóllar,[3] gentilhombre de la cámara del rey y caballero de la Orden de Calatrava.[8]

Contrajo un primer matrimonio, que posteriormente fue anulado, con Leonor de Unzueta y Gamboa. Casó, el 28 de mayo de 1642, con Juana de Velasco, hija de Bernardino Fernández de Velasco y Tovar, VI  duque de Frías y condestable de Castilla. Le sucedió su hijo:
- Gaspar Felípez de Guzmán y Velasco (enero de 1646-27 de febrero de 1648),[8] III duque de Sanlúcar la Mayor, grande de España,[9] II marqués de Mairena[3] y III conde de Arzarcóllar,[3]

Falleció en la infancia. Le sucedió su primo, hijo de Leonor de Guzmán y Ribera Niño y de su segundo esposo, Diego Velázquez de Messía Ovando Dávila y Bracamonte, I conde de Uceda, señor de Loriana, Don LLorente y Pozanco, caballero de la Orden de Alcántara y mayordomo de la reina:
- Diego Messía Felípez de Guzmán (m. Madrid, 16 de febrero de 1655), IV duque de Sanlúcar la Mayor por decisión testamentaria, grande de España,[10] III marqués de Loriana, I vizconde de Butarque, caballero de la Orden de San Juan, caballero y comendador mayor de León en la Orden de Santiago, capitán general de los Países Bajos, gobernador y capitán general de Milán.[10]

Se casó en primeras nupcias con Policena Spínola y Doria (m. 1637). Contrajo un segundo matrimonio en 1642, siendo su tercer esposo, con Juana de Rojas y Córdoba, VI marquesa de Poza. Le sucedió su hijo del primer matrimonio:
- Gaspar Messía Felípez de Guzmán Spínola (m. 31 de diciembre de 1666), V duque de Sanlúcar la Mayor,[9] II marqués de Leganés, dos veces grande de España, I marqués de Morata de la Vega, XXVI virrey de Valencia.[10]

Se casó con su prima Francisca de Córdoba Rojas Cardona y Córdoba). Le sucedió su hijo:
- Diego Messia Felípez de Guzmán (Badajoz, abril de 1649-Château de Vincennes, 28 de febrero de 1711),[11] VI duque de Sanlúcar la Mayor,[9] III marqués de Leganés,[12] II marqués de Morata de la Vega, III marqués de Mairena, IV conde de Arzarcóllar,[10] señor de Valverde, Villar del Rey, Villar del Águila, Velilla y Vacia-Madrid, gentilhombre de cámara con ejercicio del rey, general de caballería de Cataluña, virrey de Valencia, virrey de Cataluña, virrey de Navarra, virrey de Cerdeña, comendador de Carrizosa de la Orden de Santiago, comendador mayor de León de Santiago.[10][11]

Casó, el 22 de septiembre de 1668, con Jerónima de Benavides y Corella. hija de Francisco de Benavides Dávila, IX conde de Santisteban del Puerto. Su única hija, Francisca, murió en la infancia.  Le sucedió su sobrino, bisnieto del I marqués de Leganés a través de su hija Inés:
- Antonio Gaspar de Moscoso Osorio y Aragón (1689-3 de enero de 1725),  VII duque de Sanlúcar la Mayor por sentencia del consejo de Castilla,[14][9]  V duque de Medina de las Torres,[5] IV marqués de Leganés,[12] VIII conde de Altamira,[15] cuatro veces grande de España,VII marqués de Almazán, VIII marqués de Poza, VII conde de Lodosa, III marqués de Morata de la Vega, IV marqués de Mairena, V conde de Arzarcóllar, XII conde de Monteagudo de Mendoza,[14] y alcalde mayor de los hijosdalgos.[14]

Se casó el 13 de febrero de 1707 con Ana Nicolasa Osorio de Guzmán y Dávila (1692-Madrid, 11 de diciembre de 1762), hija de Melchor Francisco de Guzmán Dávila Osorio, XII marqués de Astorga, y de su segunda esposa Mariana Fernández de Córdoba y Figueroa.  Ana Nicolasa heredó todos los títulos, además del ducado de Atrisco de su prima Ana Bernarda de Guzmán, la primera titular.  Fue XIII marquesa de Astorga, VII marquesa de Velada, X marquesa de Ayamonte, V marquesa de la Villa de San Román, VI marquesa de Villamanrique, etc. Le sucedió su hijo:
- Ventura Antonio Osorio Moscoso (m. 29 de marzo de 1734), VIII duque de Sanlúcar la Mayor,[18] VI duque de Medina de las Torres,[19] XIV marqués de Astorga,[20] V marqués de Leganés,[21] IX conde de Altamira,[15] cinco veces grande de España, VIII marqués de Almazán, XI marqués de Ayamonte, V marqués de Mairena, V marqués de Monasterio, IV marqués de Morata de la Vega, IX marqués de Poza, VI marqués de San Román, VII marqués de Villamanrique, VI conde de Arzarcóllar,[16] VIII conde de Lodosa, XIII conde de Monteagudo de Mendoza, VII conde de Saltés[16] y XIV conde de Trastámara. No heredó el marquesado de Astorga por haber fallecido a los diecinueve años de edad en vida de su madre.[16]

Se casó el 10 de diciembre de 1731 con Buenaventura Fernández de Córdoba y Folch de Cardona, IX duquesa de Baena, XI duquesa de Sessa, X duquesa de Soma, XV condesa de Cabra, X duquesa de Andría, XI duquesa de Santángelo, XV condesa de Palamós, XI condesa de Trivento, XI condesa de Avelino, X condesa de Oliveto, XX vizcondesa de Iznájar, XXI baronesa de Bellpuig, XI baronesa de Calonge y XII baronesa de Liñola. Después de enviudar, Buenaventura contrajo un segundo matrimonio con José María de Guzmán Vélez de Guevara Manrique de Lara, VI marqués de Montealegre y XIII conde de Oñate, que a su vez era viudo de María Feliche Fernández de Córdoba y Spínola de la Cerda con quien había tenido dos hijos que aportó a este segundo matrimonio: Diego Ventura de Guzmán y Fernández de Córdoba, que fue después el XV conde de Oñate, y María de la Concepción de Guzmán Guevara y Fernández de Córdoba. Esta última fue la esposa del hijo del primer matrimonio de Buenaventura y el siguiente conde de Monteagudo de Mendoza.  Le sucedió su hijo:
- Ventura Antonio Osorio de Moscoso y Fernández de Córdoba, (15 de diciembre de 1733-6 de enero de 1776),[26] IX duque de Sanlúcar la Mayor,[5] V duque de Atrisco,[27] X duque de Baena,[22] VII duque de Medina de las Torres,[28] XII duque de Sessa,[23] XI duque de Soma,[21] XIV marqués de Astorga,[20] VI marqués de Leganés,[21] VIII marqués de Velada,[27]  X conde de Altamira,[15] XVI conde de Cabra,[24] once veces grande de España, IX marqués de Almazán, XII marqués de Ayamonte,[25] VI marqués de Mairena,[25] VI marqués de Monasterio, V marqués de Morata de la Vega, X marqués de Poza, VII marqués de San Román (antigua denominación), VIII marqués de Villamanrique, XVII conde de Avelino, VII conde de Arzarcóllar,[25] IX conde de Lodosa, XIV conde de Monteagudo de Mendoza,[25] XVII conde de Nieva, XI conde de Oliveto, XVII conde de Palamós, VIII conde de Saltés,[25] XVI conde de Santa Marta, XV conde de Trastámara, XVII conde de Trivento, XXI vizconde de Iznájar,[25] XXVI barón de Bellpuig, XI barón de Calonge y barón de Liñola.

Contrajo matrimonio, el 21 de septiembre de 1749, con María Concepción de Guzmán y de la Cerda (m. 7 de octubre de 1803). Le sucedió su único hijo:
- Vicente Joaquín Osorio de Moscoso y Guzmán (Madrid, 17 de enero de 1756-26 de agosto de 1816), X duque de Sanlúcar la Mayor,[5],IX marqués de Velada,[29][30] VI duque de Atrisco,[27] XI duque de Baena,[22] XV duque de Maqueda,[31] VIII duque de Medina de las Torres,[28] X duque de Sanlúcar la Mayor,[5] XIII duque de Sessa,[32] XII duque de Soma,[33] XV marqués de Astorga,[20] VII marqués de Leganés,[12] XI conde de Altamira,[15] XVII conde de Cabra,[24] doce veces grande de España, marqués de Almazán, XIII marqués de Ayamonte,[25] marqués de Elche, VII marqués de Mairena, VII marqués de Monasterio, VI marqués de Morata de la Vega, XI marqués de Poza, VIII marqués de San Román, IX marqués de Villamanrique, XIII conde de Avelino, VIII conde de Arzarcóllar,[25] X conde de Lodosa, XV conde de Monteagudo de Mendoza,[25] XVIII conde de Nieva, XII conde de Oliveto, XVII conde de Palamós, IX conde de Saltés,[25] XVII conde de Santa María de Ortigueira, XVI conde de Trastámara, XXII vizconde de Iznájar, XXIII barón de Bellpuig, XIII barón de Calonge y XIV barón de Liñola.[25]

Se casó en primeras nupcias, el 3 de abril de 1774 con María Ignacia Álvarez de Toledo y Gonzaga, hija de Antonio Álvarez de Toledo Osorio Pérez de Guzmán el Bueno y su segunda esposa, María Antonia Gonzaga,  marqueses de Villafranca del Bierzo, y en segundas, siendo su segundo esposo, con María Magdalena Fernández de Córdoba y Ponce de León, hija de los marqueses de Puebla de los Infantes. Le sucedió el segundogénito de su primer matrimonio:
- Vicente Ferrer Isabel Osorio de Moscoso y Álvarez de Toledo (Madrid, 19 de noviembre de 1777-31 de agosto de 1837), XI duque de Sanlúcar la Mayor, VII duque de Atrisco,[27] XII duque de Baena,[22] XVI duque de Maqueda, IX duque de Medina de las Torres,[28] XI duque de Sanlúcar la Mayor,[5] XIV duque de Sessa,[32] XIII duque de Soma,[21] XVI marqués de Astorga,[20] VIII marqués de Leganés,[21] X marqués de Velada,[29] XII conde de Altamira,[15] XVIII conde de Cabra,[24] doce veces grande de España, XI marqués de Almazán, XIV marqués de Ayamonte,[34] XVIII marqués de Elche, VIII marqués de Mairena, VIII marqués de Monasterio, VII marqués de Morata de la Vega, XII marqués de Poza, IX marqués de San Román, X marqués de Villamanrique, IX conde de Arzarcóllar,[34] XVI conde de Monteagudo de Mendoza[34] XVIII conde de Palamós, X conde de Saltés,[34] XVIII conde de Santa Marta, XXIII vizconde de Iznájar, XXIV barón de Bellpuig, XIV barón de Calonge y XV barón de Liñola.

Casó en primeras nupcias, el 12 de febrero de 1798, con María del Carmen Ponce de León y Carvajal, VIII marquesa del Águila, V condesa de Garcíez, hija de Antonio María Ponce de León Dávila y Carrillo de Albornoz, III duque de Montemar, VIII marqués de Castromonte, dos veces grande de España, VII marqués del Águila, V conde de Valhermoso, IV conde de Garcíez, y de María del Buen Consejo Carvajal y Gonzaga, hija de Manuel Bernardino de Carvajal y Zúñiga, VI duque de Abrantes, V duque de Linares, etc. Contrajo un segundo matrimonio el 14 de febrero de 1834 con María Manuela de Yanguas y Frías. Le sucedió su hijo del primer matrimonio:
- Vicente Pío Osorio de Moscoso y Ponce de León (m. 22 de febrero de 1864), XII duque de Sanlúcar la Mayor,[5],  VIII duque de Atrisco,[27] XIII duque de Baena,[22] XVII duque de Maqueda, X duque de Medina de las Torres,[28] IV duque de Montemar,[35] XII duque de Sanlúcar la Mayor,[5] XV duque de Sessa,[32] XIV duque de Soma,[33] XVII marqués de Astorga,[20] IX marqués de Castromonte,[36] IX marqués de Leganés,[12] XI marqués de Velada,[29] XIII conde de Altamira,[15] XIX conde de Cabra,[24] catorce veces grande de España, X marqués del Águila, XII marqués de Almazán, XV marqués de Ayamonte, marqués de Elche, IX marqués de Mairena, XII marqués de Montemayor, XIII marqués de Poza, X marqués de San Román, XI marqués de Villamanrique, VIII marqués de Morata, VIII marqués de Monasterio, X conde de Arzarcóllar,[34] conde de Cantillana, VI conde de Garcíez, XII conde de Lodosa, XVII conde de Monteagudo de Mendoza,[34] XIX conde de Nieva, XX conde de Palamós, XI conde de Saltés,[34] conde de Trastámara, XIX conde de Santa Marta, XIV conde de Oliveto,[34] VI conde de Valhermoso, XXIV vizconde de Iznájar, XXV barón de Bellpuig, XV barón de Calonge y XVI barón de Liñola.[34]

Casó con María Luisa de Carvajal Vargas y Queralt, hija de José Miguel de Carvajal y Vargas, II duque de San Carlos, VI conde de Castillejo y IX conde del Puerto.  Le sucedió su hija:
- María Cristina Osorio de Moscoso y Carvajal (Madrid, 9 de diciembre de 1829-1898), XIII duquesa de Sanlúcar la Mayor,[2] grande de España.[34]

Se casó con Guillermo Enrique O'Shea y Montgomery. En septiembre de 1898, le sucedió su sobrino:
- Luis María Ruiz de Arana y Osorio de Moscoso (Biarritz, 28 de mayo de 1869-Madrid, 20 de febrero de 1903),  XIV duque de Sanlúcar la Mayor,[2] doctor en derecho, caballero de la Real Maestranza de Caballería de Zaragoza.[37]  Hijo de José María Ruiz de Arana y Saavedra, X conde de Sevilla la Nueva, y de María Rosalía Luisa Osorio de Moscoso y Carvajal, hermana de la XIII duquesa:

Se casó con María del Pilar Martín de Oliva. Le sucedió su hijo en 1903:
- Luis Ruiz de Arana y Martín de Oliva (Madrid, 26 de septiembre de 1901-17 de noviembre de 1936), XV duque de Sanlúcar la Mayor,[5] XVII barón de Liñola, caballero de Santiago.[37] Hijo de José María Ruiz de Arana y Saavedra,

Contrajo matrimonio con Ana Teresa Pardo y Barreda. Sin descendencia, en 5 de junio de 1953, le sucedió su primo:
- José María Ruiz de Arana y Baüer (m. 27 de diciembre de 1985), XVI duque de Sanlúcar la Mayor[2] (decreto de convalidación 14 de noviembre de 1952), XVI duque de Baena,[5] XXII conde de Sevilla la Nueva, IV vizconde de Mamblas, XV marqués de Villamanrique.  Hijo de Mariano Ruiz de Arana y Osorio de Moscoso, XV duque de Baena, XIII marqués de Villamanrique, XI conde de Sevilla la Nueva y III vizconde de Mamblas, y de María de la Concepción Baüer y Morpurgo.

Sin descendencia, le sucedió su sobrino en 1990:
- José María Ruiz de Arana y Montalvo (Madrid, 27 de abril de 1933-Madrid, 30 de abril de 2004), XVII duque de Sanlúcar la Mayor,[2][38][39] XVII duque de Baena, XIII marqués de Castromonte,[36] tres veces grande de España, XVI marqués de Villamanrique, XIII conde de Sevilla la Nueva, y V vizconde de Mamblas,V marqués de Brenes.[39] Era hijo de José Francisco Javier Ruiz de Arana y Fontagud, XII marqués de Castromonte, grande de España, y María del Carmen Montalvo y Orovio.[36]

Se casó en Ginebra el 21 de abril de 1967 con María Teresa Beatriz Marone y Borbón-España. Cedió el título a su hija quien le sucedió en 31 de enero de 2000:
- María Cristina Ruiz de Arana y Marone (n. Madrid, 24 de marzo de 1968), XVIII duquesa de Sanlúcar la Mayor,[5][40] XVIII duquesa de Baena,[41][39] dos veces grande de España.